# ワンダースワンカラー
ワンダースワンカラー（WonderSwan Color）は、バンダイから発売された携帯型ゲーム機。2000年12月9日に定価6,800円（税別）で発売された。略称は「WSC」。
なお、ハイグレードモデルであるスワンクリスタルに関しても本項で述べる。

## 概要
2000年12月9日に発売されたワンダースワンの上位機種。カラー表示が出来るようになったことが最大の特徴である。

## ハードウェア
ワンダースワンとの差異は以下の通り。
- ワンダースワンでは電源スイッチは左側面のスライドスイッチであったが、本機では画面下のボタン（プッシュ式）に変更。古くなると電源ボタンの電導ゴムの導通が悪くなり電源のON / OFF（特にOFF）が難しくなる。
- ワンダースワンではコントラスト調整つまみは本体を持ったときに手前になる面にあったが、本機では左側面にある。
- ヘッドホン用アダプタを使用しない状態での音量調節が大・中・小・オフと1段階増えている。
- STARTボタンを押しながら電源を入れると現れる設定画面で、ユーザー情報のほかに、音量の初期値とコントラストの高低を設定できる。
- 電池カバーの形状はワンダースワンと少し異なるが、旧カバーをつけることもできる。下側面には電池カバーをロックするスライドスイッチがある。
- ストラップ穴が裏面向かって左上から同右下に変更。

先行していたTFT液晶（シャープ製）のゲームボーイカラーやネオジオポケットカラーと違って、かつてのゲームギアと同じSTN液晶のため、スクロールする場面では残像による視認性の低下が激しく、コントラストを調整しないと画面も暗い。

## 仕様
特記以外はワンダースワンと同様である。
- サイズ
  - 本体 74.3×128×24.3（mm）単3電池使用時
  - 本体 74.3×128×17.5（mm）別売専用充電式電池使用時
- 重量
  - 約95g（電池含まず）
- 電源
  - 単3型アルカリ乾電池 使用本数1本（約20時間使用可）
  - 別売専用充電式電池使用可能
- LSI
  - ワンダースワンカラー用ワンチップLSI:SPHINX
  - メインメモリ64KB[1]
- CPU
  - 16bit
- 動作周波数
  - 3.072Mhz
- 通信機能
  - 9600bps／38.4kbps
- RAM
  - VRAM／WRAM 共用:512kbit
- サウンド
  - デジタル音源4ch、ヘットフォン時ステレオ
- グラフィックス
  - スプライト1画面中128個、スプライト水平ライン中32個
  - スクリーン2画面同時表示、ウィンドウ機能
- 表示
  - 2.8インチ反射型FSTN液晶 RGB表示
  - 224ドット×144ライン（キャラクタ・スプライト8ドット×8ライン単位）
  - 4096色中241色（1キャラクタ・スプライト16色）
- その他
  - DMA搭載
  - ハイパーボイス機能

大きさ、重さともワンダースワンとほとんど変わらないが、画面がやや大きくなり、WSの横幅は121mmだったがWSCの横幅は128mmに若干伸びている。WS用ソフト、周辺機器はすべて使用可能。

## カラーバリエーション
型番はSWC-001。
- オリジナルカラー
  - パールブルー（2000年12月9日 - ）
  - パールピンク（2000年12月9日 - ）
  - クリスタルブラック（2000年12月9日 - ）
  - クリスタルブルー（2000年12月9日 - ）
  - クリスタルオレンジ（2000年12月9日 - ）
- ファイナルファンタジーI同梱パールホワイト
- ファイナルファンタジーII同梱パールホワイト
- トイザらス限定ピュアクリスタル
- 通販限定シャアザクモデル
- 通販限定ガンダムモデル
- しげおバージョン（パールピンクにしげおのステッカーが貼ってある）
- グラウモン（デジモン）カラー

## 周辺機器
ワンダースワンと共通のものが使用できる。
また、月額料金のかかるネットワークに加入すれば、インターネットやEメールなどのサービスが利用出来た。なお、このサービスは2012年3月31日をもって終了している。

## ソフトウェア
ワンダースワン用ソフトも使用できるが、表示はモノクロになる。逆に、ワンダースワンカラー専用ソフトをワンダースワンで起動すると、そのソフトに内蔵されている警告メッセージ（例:「このソフトはワンダースワンカラー専用です」）がモノクロで表示される。
スワンクリスタル発売以降のワンダースワンカラー用ソフトのパッケージは、スワンクリスタルでも利用できるようになっていることが強調されるように変更され、左側にスワンクリスタル、右肩にワンダースワンカラーのロゴが表記されている。
ワンダースワンカラーのローンチタイトルは『ファイナルファンタジー』、『GUNPEY EX』など5タイトルで、スワンクリスタルのローンチタイトルは『フロントミッション』、『Riviera 〜約束の地リヴィエラ〜』など3タイトルである。その他の主なタイトルは以下の通り。
- ファイナルファンタジーII
- ファイナルファンタジーIV
- 半熟英雄
- ロマンシング サ・ガ
- デジタルモンスターシリーズ
- スーパーロボット大戦COMPACTシリーズ
- SDガンダム GGENERATION GATHER BEAT2
- SDガンダム GGENERATION モノアイガンダムズ
- ミスタードリラー

## スワンクリスタル
スワンクリスタル（SwanCrystal）は、2002年7月12日にバンダイより発売された携帯型ゲーム機。SCrと略記される。定価7,800円（税別）。
ワンダースワンカラーのハイグレードモデルで、ワンダースワンシリーズにおける最後の機種である。
本機の発売に伴い、従来機種のワンダースワンカラーが2002年6月1日より4,800円（税別）に価格改定された。
ワンダースワンカラーのSTN液晶は暗く見づらかったが、液晶ディスプレイがTFT液晶に変更された結果、残像が軽減されて画面も明るくなった。しかしワンダースワンカラーよりも発色が濃く表示されるため、同じソフトであっても色味が大きく異なる問題が生じた。また本機の発売により、市場にはソフト同梱版を含めた大量のワンダースワンカラー本体が残ってしまった。
新しいカラーバリエーション2種を追加してほどなく経った2003年2月18日、バンダイは競合機であったゲームボーイアドバンスへソフトメーカーとしての参入を表明。同時に本機を受注生産扱いとし、そのままワンダースワンの市場は縮小していった。

### ハードウェア
ワンダースワンカラーとの差異は以下の通り。
- コントラストの設定および調節つまみが廃止され、画面に関する調節は不可能となった。
- 電源ボタンはプラスチックを使用したものに変更された。これによりゴム製スイッチを使用していたワンダースワンカラーにあった、長年の使用で指の脂が染み込んで電源が切れなくなる問題が解決された。
- ワンダースワンとワンダースワンカラーの起動音は同じであったが、スワンクリスタルは音質の異なるものとなっている。

### 仕様
基本仕様はワンダースワンカラーと同様である。
- サイズ
  - 本体 - 77.5×128×25 (mm) 単3電池使用時
  - 本体 - 77.5×128×17.5 (mm) 別売専用充電式電池使用時
- 重量
  - 約95g（電池含まず）
- 電源
  - 単3型アルカリ乾電池 使用本数1本（約15時間使用可）
  - 別売専用充電式電池使用可能
- 表示
  - 2.8インチ反射型TFT液晶（シチズン時計製）

### カラーバリエーション
型番はSCT-001。
オリジナルカラー

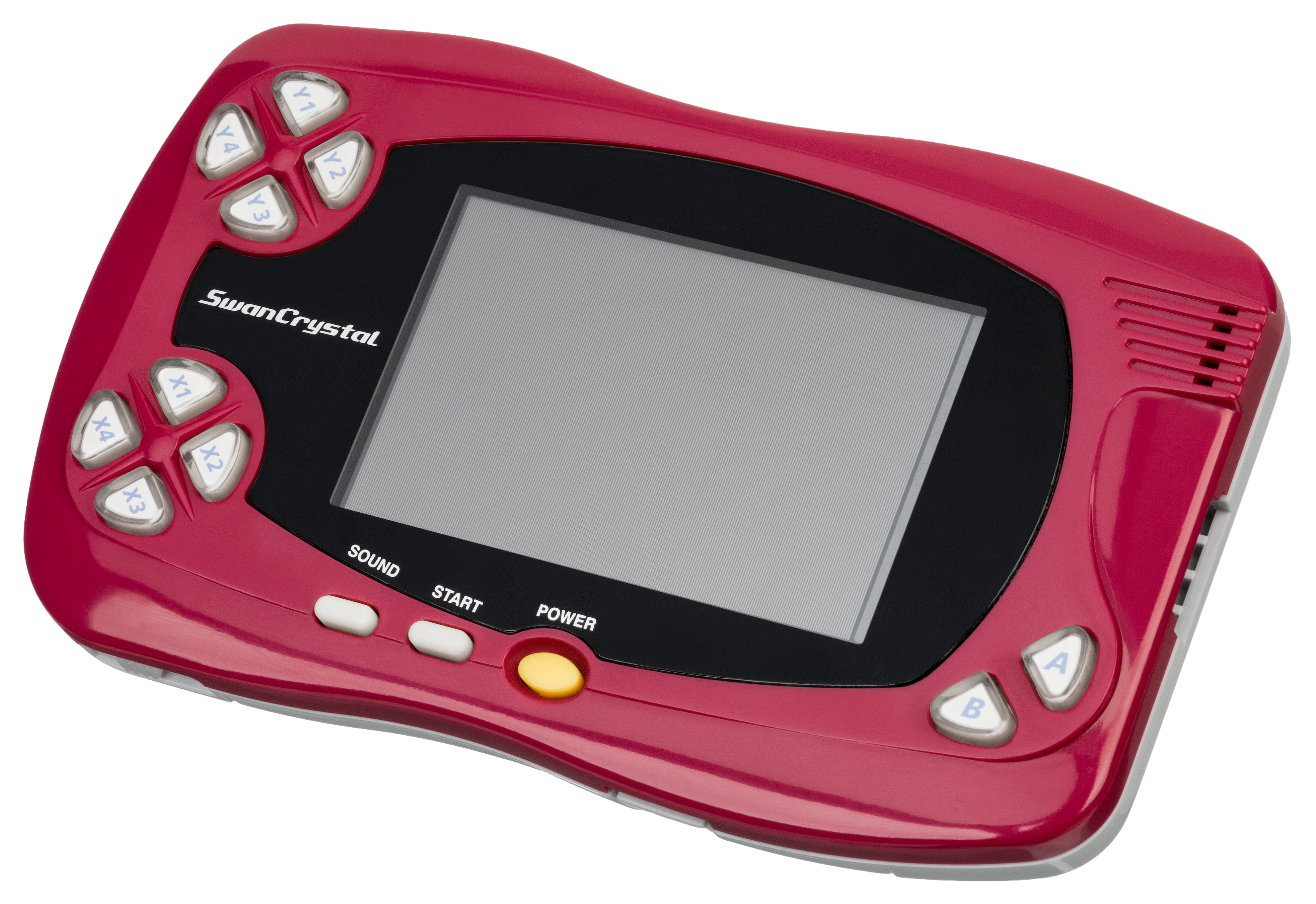
ワインレッド

- ブルーバイオレット（2002年7月12日 - ）
- ワインレッド（2002年7月12日 - ）
- クリスタルブルー（2002年11月16日 - ）
- クリアブラック（2002年11月16日 - ）

後発の2色は公式サイト上で人気投票を行い、8色の候補の中から決定。新色への投票者の中から合計100名（各色50名）に本体がプレゼントされた。
mama Mitte'（2002年11月3日 - ）
タニタより発売された妊婦用脂肪計mama Mitte'（ママみって）に同梱された本体。
脂肪計と赤外線通信が可能となるカートリッジが同梱。独自の起動画面が表示される以外は従来のスワンクリスタルと同様で、専用カートリッジ以外のソフトも起動できる。

## 反響
ワンダースワンカラー発売当初は、スクウェアのファイナルファンタジーシリーズ初の携帯ゲーム機への移植など話題を呼んだ。その後『ファイナルファンタジーII』や『ファイナルファンタジーIV』が発売されたものの、予定されていた『ファイナルファンタジーIII』や『聖剣伝説2』が発売されず、大ヒットとはならないまま、翌年に発売されたゲームボーイアドバンスに大きく差をつけられることになり、そのまま市場は縮小していった。
音楽再生もできるメモリーカードアダプタの企画や、GPSと連携する企画があったが、ワンダースワンカラーの販売不振の結果、頓挫してしまった。
ハイグレードモデルのスワンクリスタルはカラーバリエーションを増やしたものの受注生産扱いとなり、最終的にバンダイは独自路線をやめている。